# Pod zvuki poceluev
| Recensione | Giudizio |
| ---------- | -------- |
| InterMedia |          |

Pod zvuki poceluev (in russo Под звуки поцелуев?) è il primo album in studio della cantante russa Ol'ga Buzova, pubblicato il 6 ottobre 2017 dalla Archer Music Production LLC.

## Tracce
1. Pod zvuki poceluev – 3:30
2. Chit-parad – 3:52
3. Ljudi ne verili – 4:14
4. Ravnovesie – 3:18
5. Privykaju – 3:48
6. Malo polovin – 3:33
7. Nepravil'naja – 4:04
8. Beri menja – 2:45
9. Sama po sebe – 3:51
10. Not Enough for Me – 3:44
11. Uletet' – 3:01
12. Malo polovin (DJ Tarantino & DJ Dyxanin Remix) – 4:22
13. Pod zvuki poceluev (DJ Pitkin Remix) – 2:56
14. Privykaju (DJ Sasha Veter Remix) – 4:48